# إدوارد ر. دوغرتي
إدوارد ر. دوغرتي (بالإنجليزية: Edward R. Dougherty)‏ هو رياضياتي أمريكي، ولد في 10 سبتمبر 1945 في نيوجيرسي في الولايات المتحدة.